# Castel Gavone
Castel Gavone (o Govone) era la sede principale dei marchesi Del Carretto, signori di Finale. È situato presso l'odierna frazione di Perti a Finale Ligure, in provincia di Savona.

## Storia

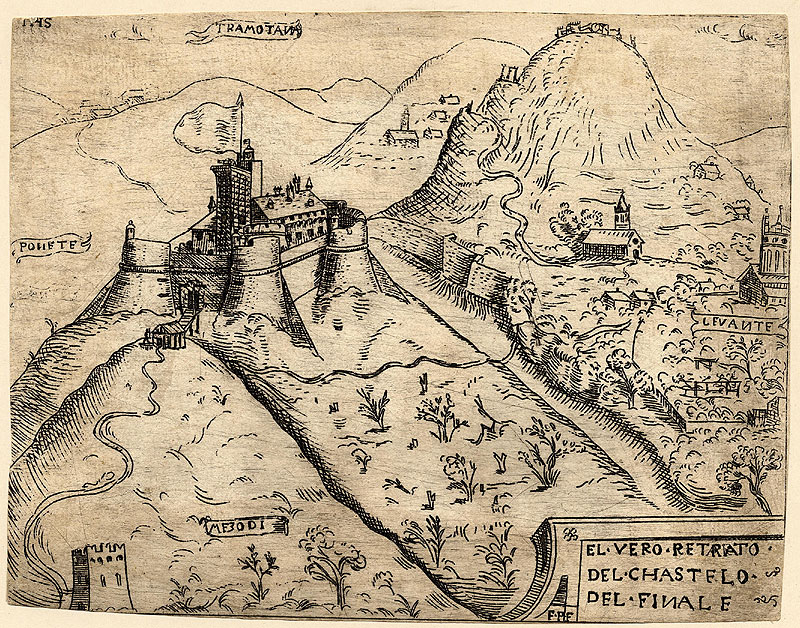
Mappa del 1570 raffigurante il castello

Alla fine del XII secolo (molto probabilmente a partire dal 1172) Enrico I del Carretto o suo figlio Enrico II stabilirono una "caminata", cioè un palazzo feudale, sopra il colle del Becchignolo, lo sperone roccioso che domina Finalborgo, capitale del marchesato; esso venne ampliato e fortificato da Enrico II nel 1217. Fu demolito parzialmente nel 1448 dalla Repubblica di Genova e subito ricostruito da Giovanni I Del Carretto tra il 1451 e il 1452.
Nel corso del secolo successivo il castello fu ulteriormente ampliato ad opera di Alfonso I Del Carretto, del figlio Giovanni II e del nipote Alfonso II. Il progetto di questi ampliamenti è un tipico esempio della cosiddetta "architettura militare di transizione" e sembra ispirato da Francesco di Giorgio Martini, con cui Alfonso dovrebbe aver avuto occasione d'incontrarsi a Roma e forse a Milano. Il primo intervento fu l'aggiunta di un corpo di fabbrica triangolare culminante nella "Torre dei Diamanti" (circa 1490), una torre a forma di carena di nave e coperta da uno splendido bugnato. Il nuovo corpo serviva a difendere il castello da attacchi di artiglieria dal lato del pendio che scende verso il mare.
Poco dopo, nel secondo o terzo decennio del XVI secolo cominciò la realizzazione di una cinta rettangolare esterna, la cui costruzione fu completata negli ultimi anni di dominio carrettesco (ante 1558).

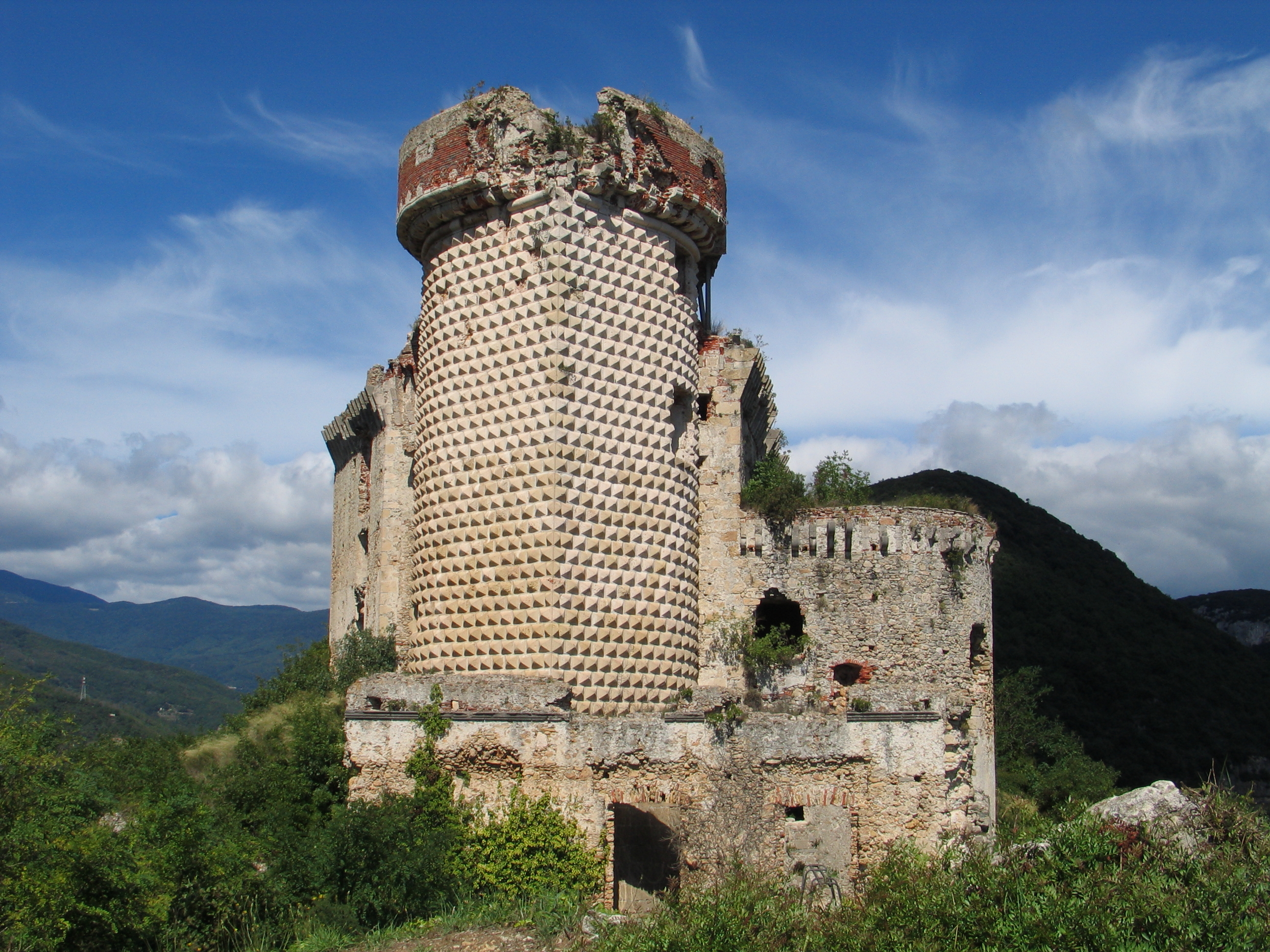
Castel Gavone a Perti, in primo piano la "torre dei diamanti".

Ulteriori opere esterne, ma finalizzate alla sicurezza del castello, furono realizzate sotto il dominio spagnolo. L'intervento principale fu la costruzione nel 1643 di Castel San Giovanni, che protegge il pendio sotto il castel Gavone, impedendovi l'installazione di artiglierie nemiche. L'ultimo importante intervento, opera di Gaspare Beretta nel 1674, fu lo sbancamento di uno spalto roccioso sul lato settentrionale, sempre per impedire che ci si potessero fortificare gli attaccanti. Simultaneamente furono realizzate alla base della cinta esterna una traversa, una punta e una strada coperta per impedire l'approssimarsi di genieri nemici.
Il castello fu nuovamente demolito da artificieri genovesi nel 1715 dopo l'acquisto del Marchesato da parte della Repubblica di Genova.
Il 29 dicembre 1989 il castello fu donato al Comune di Finale Ligure, che realizzò una prima fase di recupero finalizzato alla conservazione e alla fruizione turistica delle imponenti rovine.

## Gavone o Govone?

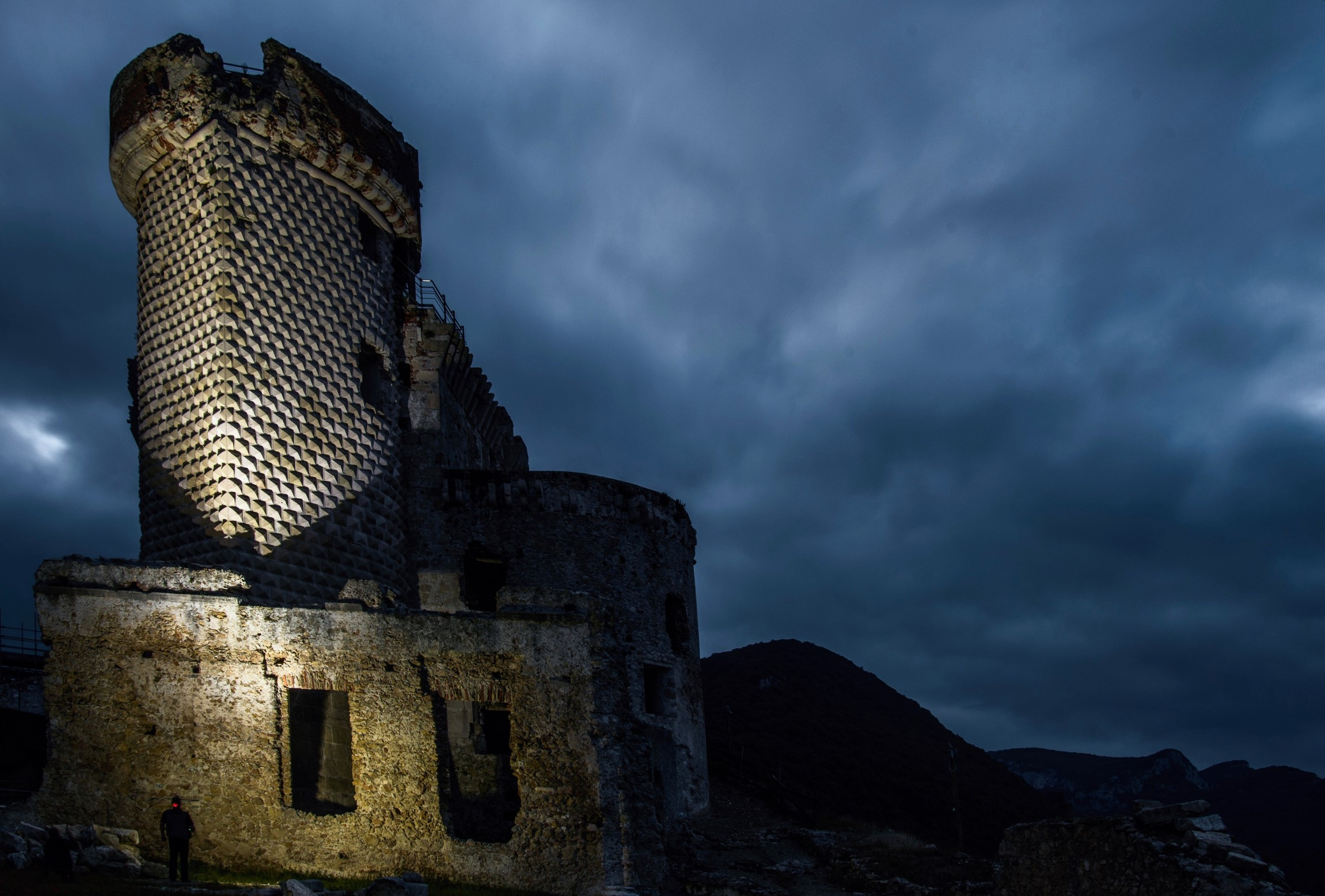
La "torre dei diamanti" con l'illuminazione notturna

Il nome comunemente utilizzato negli ultimi due secoli è "Castel Gavone"; recentemente, però, sotto l'influsso di una più approfondita conoscenza del passato, è tornato ad essere utilizzato il nome "Castel Govone". Entrambe le versioni sono attestate nei documenti trecenteschi; anzi Govone sembra prevalere sino al termine dell'epoca spagnola (castillo Govon).
Dal XIV al XVI secolo il nome coincide con quello dell'abitato circostante, una frazione di Perti demolita nel corso della costruzione della cerchia di mura cinquecentesche. L'origine del nome è incerta e potrebbe segnalare antichi rapporti con il Piemonte.

## Il Castello nella cultura di massa
L'immagine di Castel Gavone appariva anche su alcuni degli esemplari di francobolli della Serie castelli emessi dalle Poste Italiane dagli anni ottanta fino al 1998.